# Cornelis Johannes Roobol

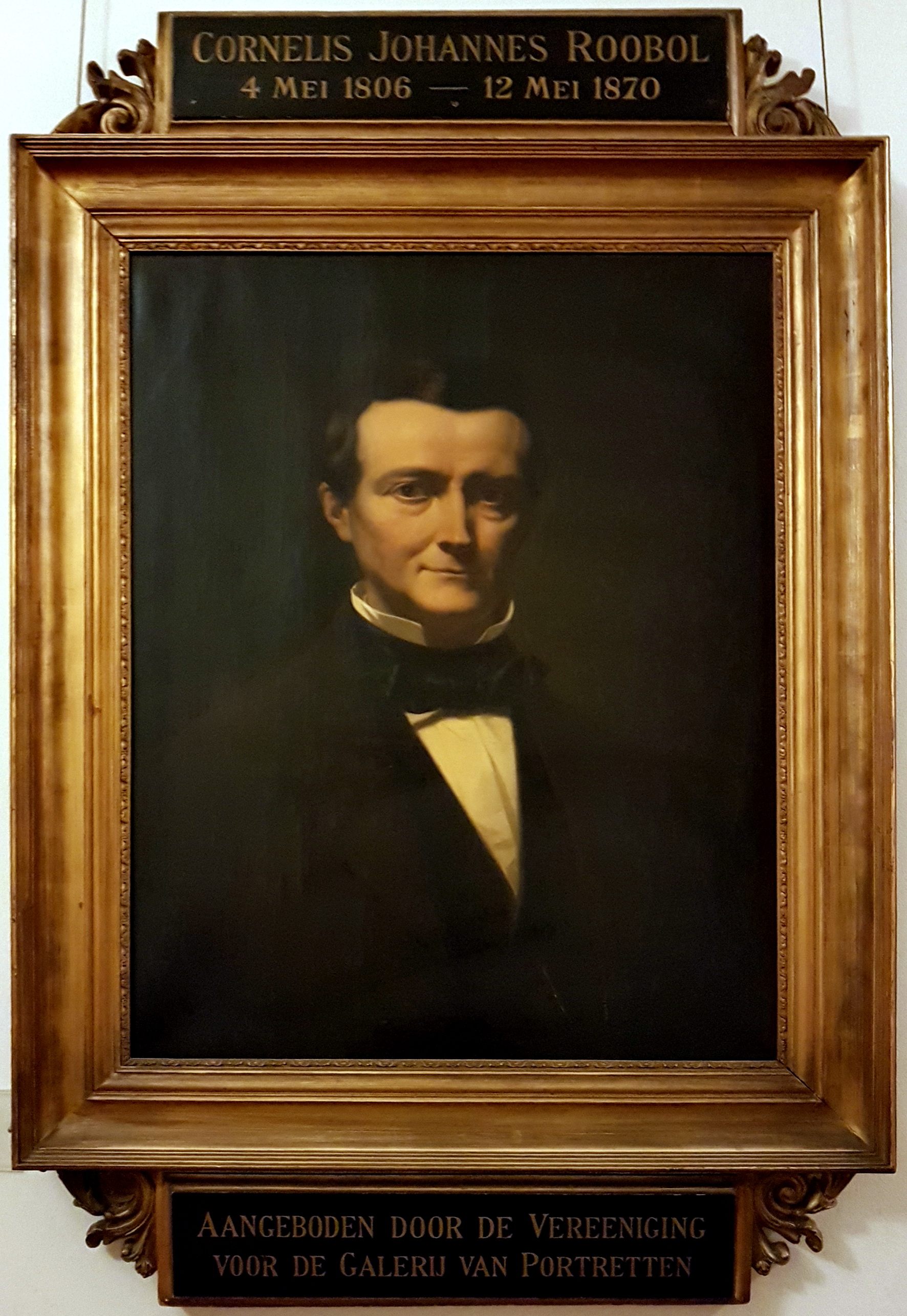
Cornelis Johannes Roobol, acteur en directeur van de Stadsschouwburg Amsterdam

Cornelis Johannes Roobol (1806-1870) was een Nederlandse acteur en samen met Johannes Tjasink toneeldirecteur van de Stadsschouwburg Amsterdam. Hij was een oom van de Haagse schrijfster Suze la Chapelle-Roobol. Samen met Tjasink en Peters bracht hij 1863 voor het eerst het stuk De Bruid daarboven van Multatuli op de planken.
Roobol schreef zelf verscheidene toneelstukken en vertaalde er nog meer, onder andere van Alexandre Dumas père, Pedro Calderón de la Barca, Maria Amalia van Saksen en Eugène Scribe. 